# Quaker Oats
Quaker Oats Company é um conglomerado de empresas de alimentos norte-americana fundada em 1901. Surgiu de outras três empresas de laminação de aveia da época, a Quaker Mill Company de propriedade de Henry Parsons Crowell e William Heston, a JR&G Company de Johm e Robert Stuart, pai e filho e seu sócio George Douglas, além da German Mills American Oatmeal Company do famoso "Rei da Aveia" Ferdinand Schumacker. Em meados do Século XX a Quaker Oats se estabeleceu no Brasil produzindo e comercializando aveia. E em 1981 comprou a Toddy do Brasil, lançando no ano seguinte a bebida Láctea mais conhecida e consumida entre as crianças no país, "Toddynho". Em dezembro de 2000 é vendida para PepsiCo por 13,9 bilhões de dólares e se torna mais uma bandeira de produtos da gigante americana.

## Logotipo e Quakers
O logotipo da Quaker Oats Company, conhecido no Brasil como o homem da Quaker foi criado em 1957 por Haddon Sundblom. No entanto, a empresa já utilizava desde a década de 1900, a figura de um homem trajado de forma semelhante.

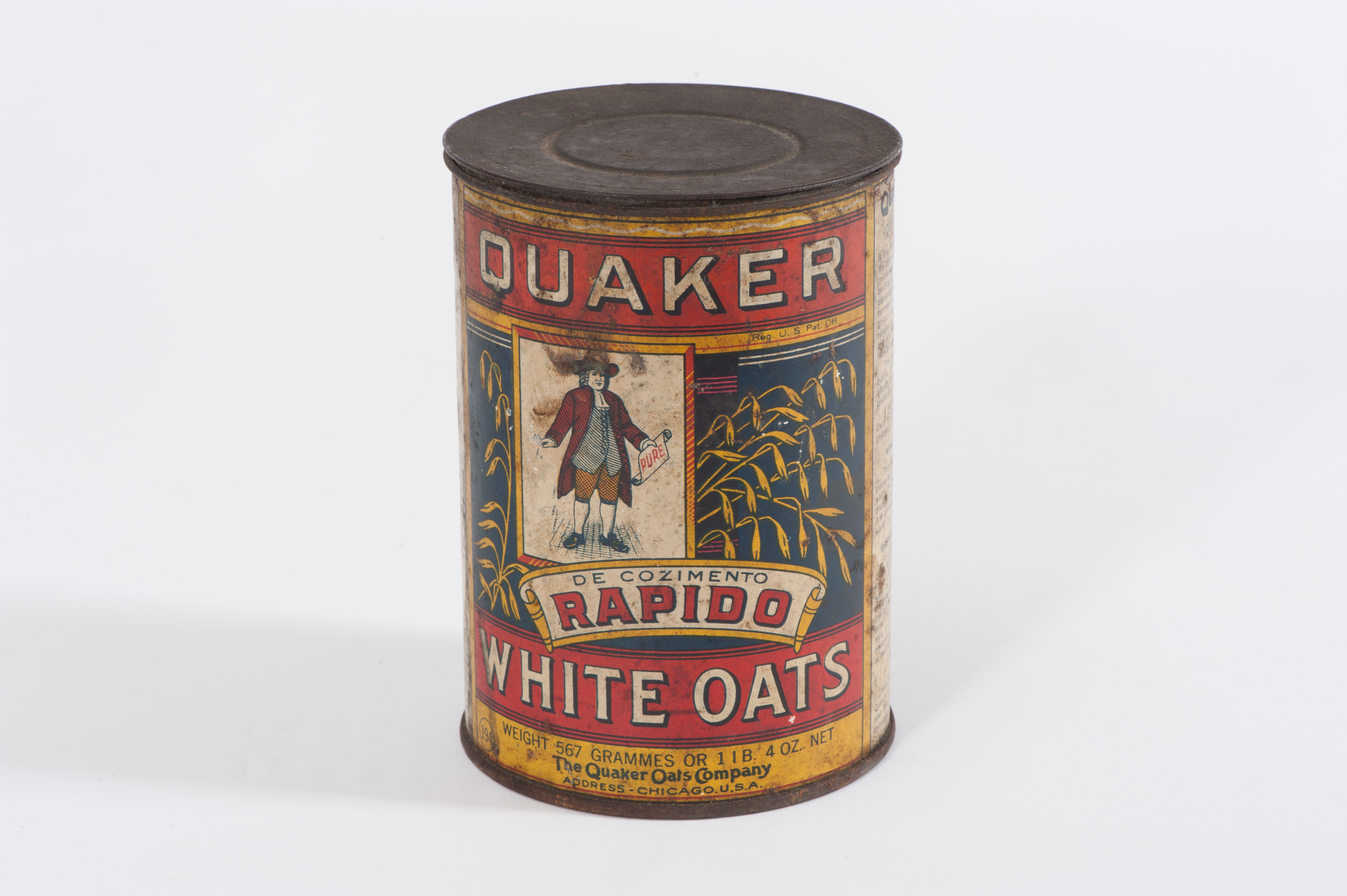
Lata antiga de Aveia Quaker (acervo Museu Paulista da USP)

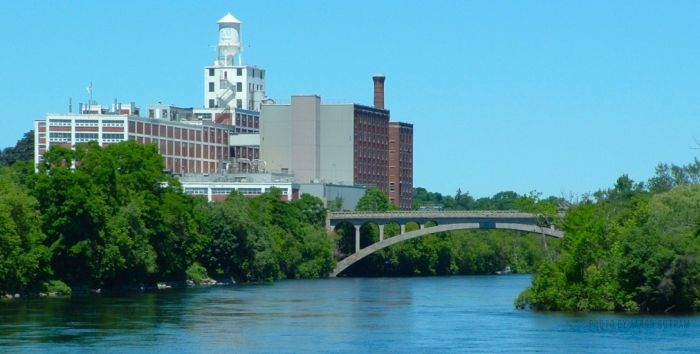
Instalação da Quaker Oats em Peterborough, Ontário, Canadá

A empresa não tem qualquer vínculo formal com a Sociedade Religiosa dos Amigos (Quaker). Quando a empresa estava prestes a ser criada, os fundadores da Quaker Mill eram conhecidos pela sua honestidade, então em 1877 Henry Parsons Crowell ao ler um artigo em um jornal norte-americano sobre a Quaker percebeu que as qualidades descritas no artigo - integridade, honestidade, pureza - forneceria uma identidade necessários para o seu produto da empresa de aveias, e assim escolheu o nome para a sua empresa.
Alguns quakers ficam furiosos quando os associam, com a Quaker Oats, pois a empresa ficou mais conhecida do que a Sociedade de Amigos. Mas não é somente isto que os incomoda, o problema todo é que o grande público e consumidores da Quaker Oats acham que os quakers têm um vínculo com a empresa e os leva a pensar que a maneira de se vestir dos quakers seja semelhante à usada pelo homem da Quaker, o logotipo da empresa. Além disso, alegam que a empresa destoa dos preceitos e valores religiosos Quaker, por não ter qualquer envolvimento real com o quacrismo. A empresa, em sua página, nega qualquer relação de seu logotipo com os quakers.

## Marcas antes da fusão com a PepsiCo
- Coqueiro
- Toddy
- Toddynho
- Gatorade